# Medal Dzielności Znamienitej
Medal Dzielności Znamienitej (ang. Conspicuous Gallantry Medal, skr. C.G.M. lub CGM) – do 1993 roku drugie w kolejności, po Krzyżu Wiktorii, odznaczenie bojowe Zjednoczonego Królestwa. Nadawane podoficerom i szeregowym sił zbrojnych (bez względu na rodzaj broni) oraz marynarki handlowej Wielkiej Brytanii, Wspólnoty Brytyjskiej oraz państw sojuszniczych za czyny wybitnej odwagi w starciu z przeciwnikiem na morzu lub w powietrzu. Medal stanowił odpowiednik Orderu za Wybitną Służbę (ang. Distinguished Service Order) dla podoficerów i szeregowych. Mógł być nadany wielokrotnie oraz pośmiertnie.

## Historia
Medal został ustanowiony przez królową Wiktorię w 1855 roku, początkowo jako odznaczenie za dzielność wykazaną jedynie podczas wojny krymskiej. Przywrócony jako stałe odznaczenie za odwagę 7 lipca 1874 roku. W 1942 roku nadawanie medalu rozszerzono na personel marynarki handlowej, a w roku 1943 król Jerzy VI ustanowił odmianę dla lotnictwa, noszoną na odmiennej wstążce.
Choć formalnie medal mógł być nadany wielokrotnie, znany jest tylko jeden przypadek dwukrotnego nadania go tej samej osobie – st. bosman Arthur Robert Blore otrzymał medal w 1915 roku i ponownie w roku 1918. Odznaczono jedynie dwóch obcokrajowców, w tym jednego Polaka – sierżanta mechanika pokładowego Józefa Piałuchę, który zginął zestrzelony 2 września 1944 podczas niesienia pomocy powstańcom warszawskim.
W 1993 roku medal, wraz z Orderem za Wybitną Służbę (Distinguished Service Order) oraz Medalem Wybitnego Zachowania (Distinguished Conduct Medal), został zastąpiony przez nowo ustanowiony Krzyż Dzielności Znamienitej (Conspicuous Gallantry Cross).

## Opis
Medal o średnicy 36 mm jest wykonany ze srebra. Na awersie medalu znajduje się wizerunek głowy panującego otoczony napisem. Na rewersie umieszczono w trzech  wierszach napis: „FOR CONSPICUOUS GALLANTRY”, zwieńczony królewską koroną i otoczony wieńcem laurowym.
Wstążka pierwotnie z dwóch ciemnoniebieskich pasków z białym pośrodku, zastąpiona w 1921 roku białą z wąskimi ciemnoniebieskimi paskami wzdłuż brzegów. Wstążka dla lotnictwa (od 1943) była jasnoniebieska z wąskimi ciemnoniebieskimi paskami wzdłuż brzegów. Kolejne nadanie zaznaczano poprzez nałożenie na wstążkę srebrnego okucia. Na baretce umieszczana była natomiast srebrna rozetka.